# القمة الإسلامية الاستثنائية (2016)
مؤتمر القمة الإسلامي الاستثنائي الخامس (6 مارس ‌‌2016م)، عُقد في جاكرتا بإندونيسيا، تحت عنوان "الاتحاد من أجل الحل العادل“.

## أبرز القرارات
صدر عن أعمال القمة إعلان جاكرتا حول فلسطين ومدينة القدس، ودعا إلى توحيد الجهود لإنهاء الاحتلال الإسرائيلي لدولة فلسطين منذ 1967 وصون حرمة مدينة القدس الشريف، ودعا إلى حث مجلس الأمن لمعالجة قضية الاستيطان الإسرائيلي غير الشرعي.